# Барака (фильм)
«Бара́ка» (англ. Baraka) — документальный фильм Рона Фрике 1992 года, жанр которого может быть также определён как философское киномузыкальное эссе. В этом фильме Рон Фрике развивает изобразительную технику, использованную им в своих предыдущих картинах Хронос (1985) и Sacred Site (1986), а ещё ранее — в «Коянискацци» (1983) Годфри Реджио, где Рон выступал как соавтор и оператор.
Рон Фрике и Марк Мэджидсон вместе с командой из трёх человек в течение 14 месяцев съёмок побывали в 24 странах. Фильм снят камерой широкоформатной кинематографической системы «Todd-AO» (65 мм), для которой Рон сконструировал цейтрафер, позволяющий снимать удивительные кадры с ускоренным ходом времени.
Слово «барака» в арабском, а также подвергшихся арабскому влиянию языках (суахили, турецком, урду, фарси) означает «благословение». Сходное по смыслу слово есть и в иудейской традиции (Браха́ — ивр. ברכה‎). В контексте суфийских учений «барака» имеет значение «дыхание жизни».

## Описание
Документальный фильм, в котором использованы невербальные средства для повествования о планете Земля, её природе и людях. В видеоряде, сопровождаемом этнической музыкой, соседствуют кадры городских трущоб и прекрасных ландшафтов, ритуальных танцев примитивных племён и людских потоков мегаполиса, древних храмов и концентрационных лагерей.

## Места съёмок

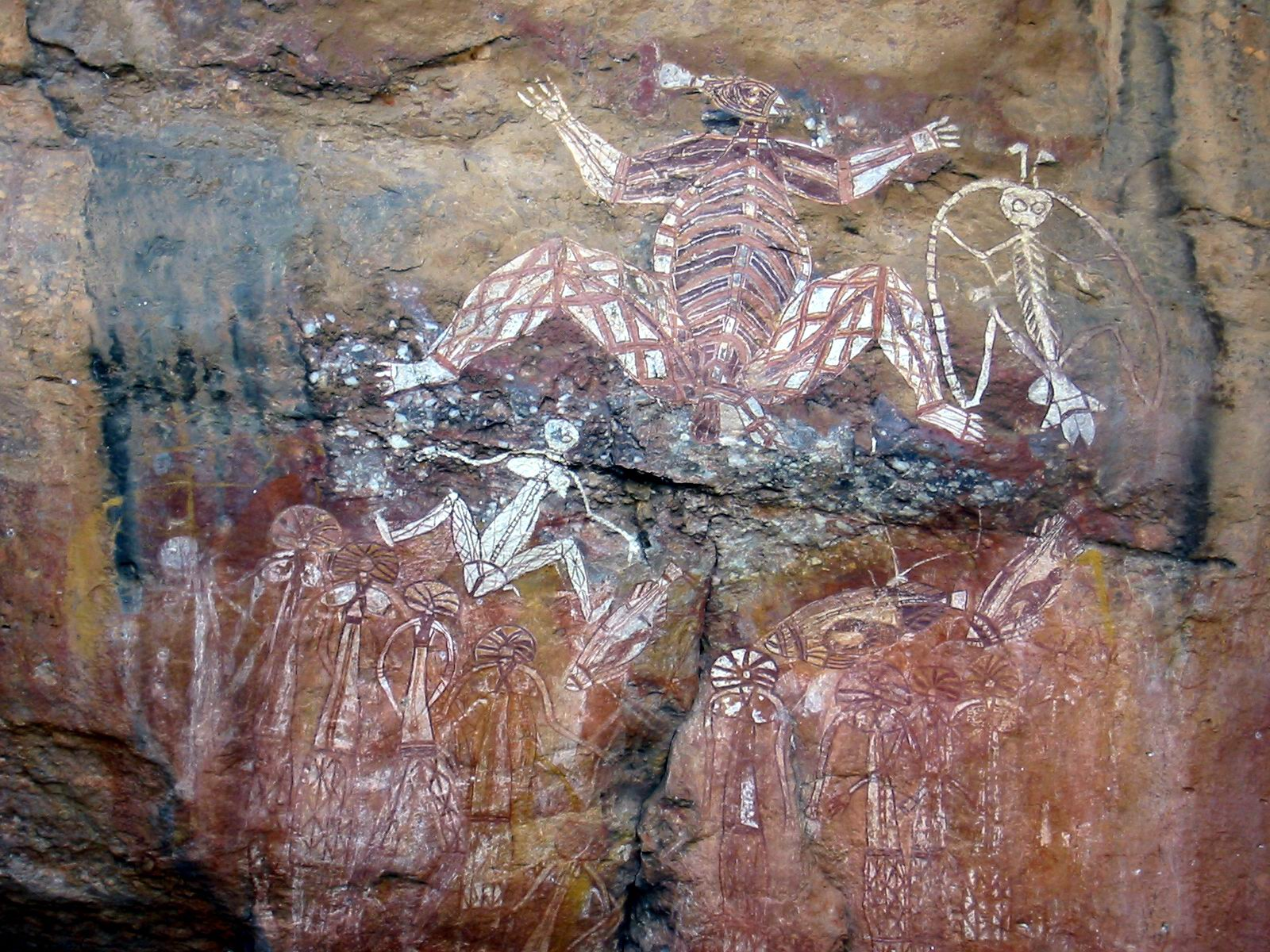
Наскальная живопись австралийских аборигенов в местечке Убирр, Национальный парк Какаду

### Австралия
- Северная территория
  - Племя тиви[англ.], остров Батерст
  - Национальный парк Какаду
    - Водопад Джим-Джим[англ.]
    - Водопад Твин[англ.]
    - Озеро Йеллоу Уотер Биллабонг
    - Куинда
    - Долина Kunwarde Hwarde

  - Скала Айерс-рок, Национальный парк Улуру

### Азия

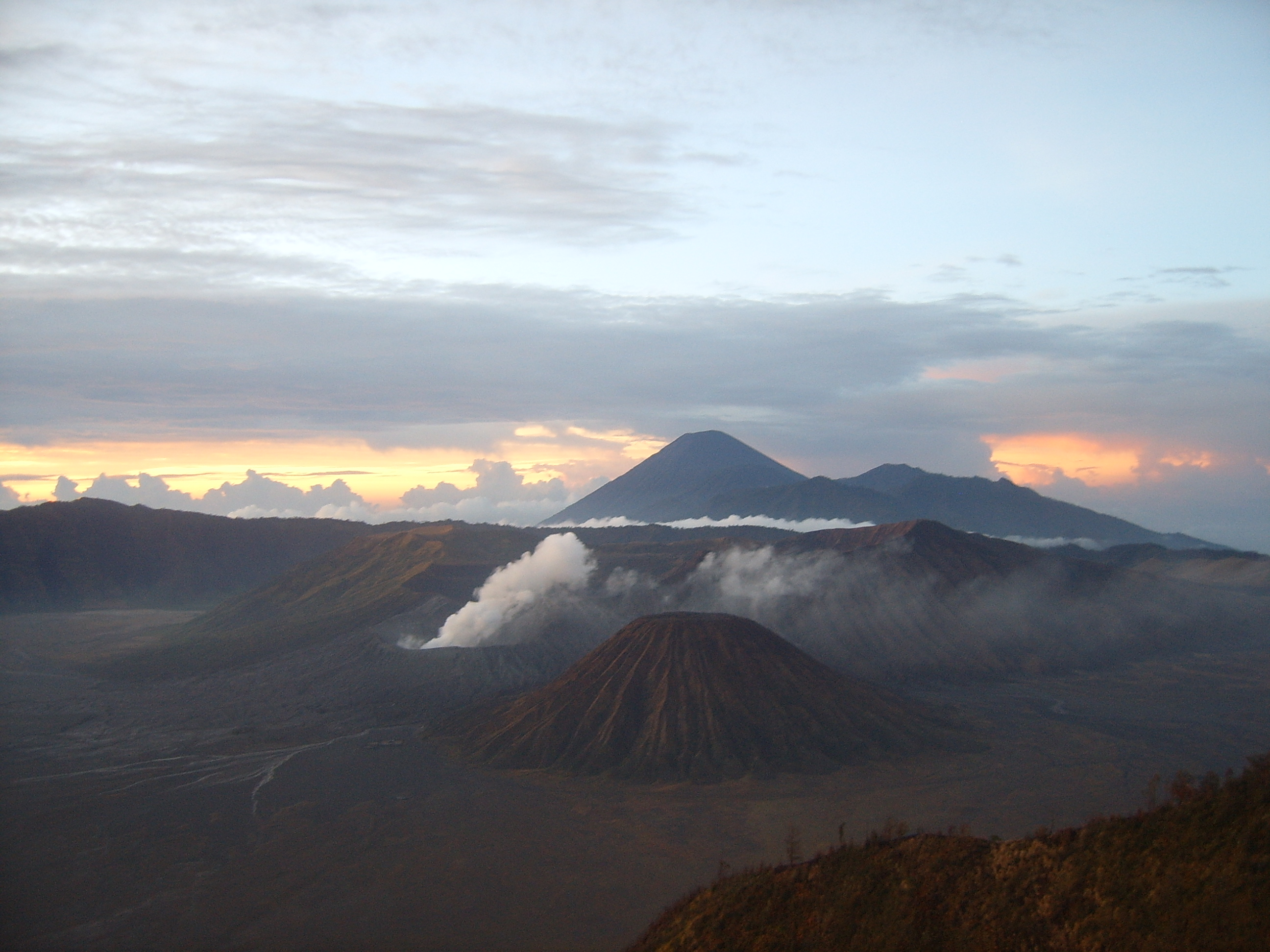
Вулканы Бромо и Семеру на плато Тенггер, остров Ява

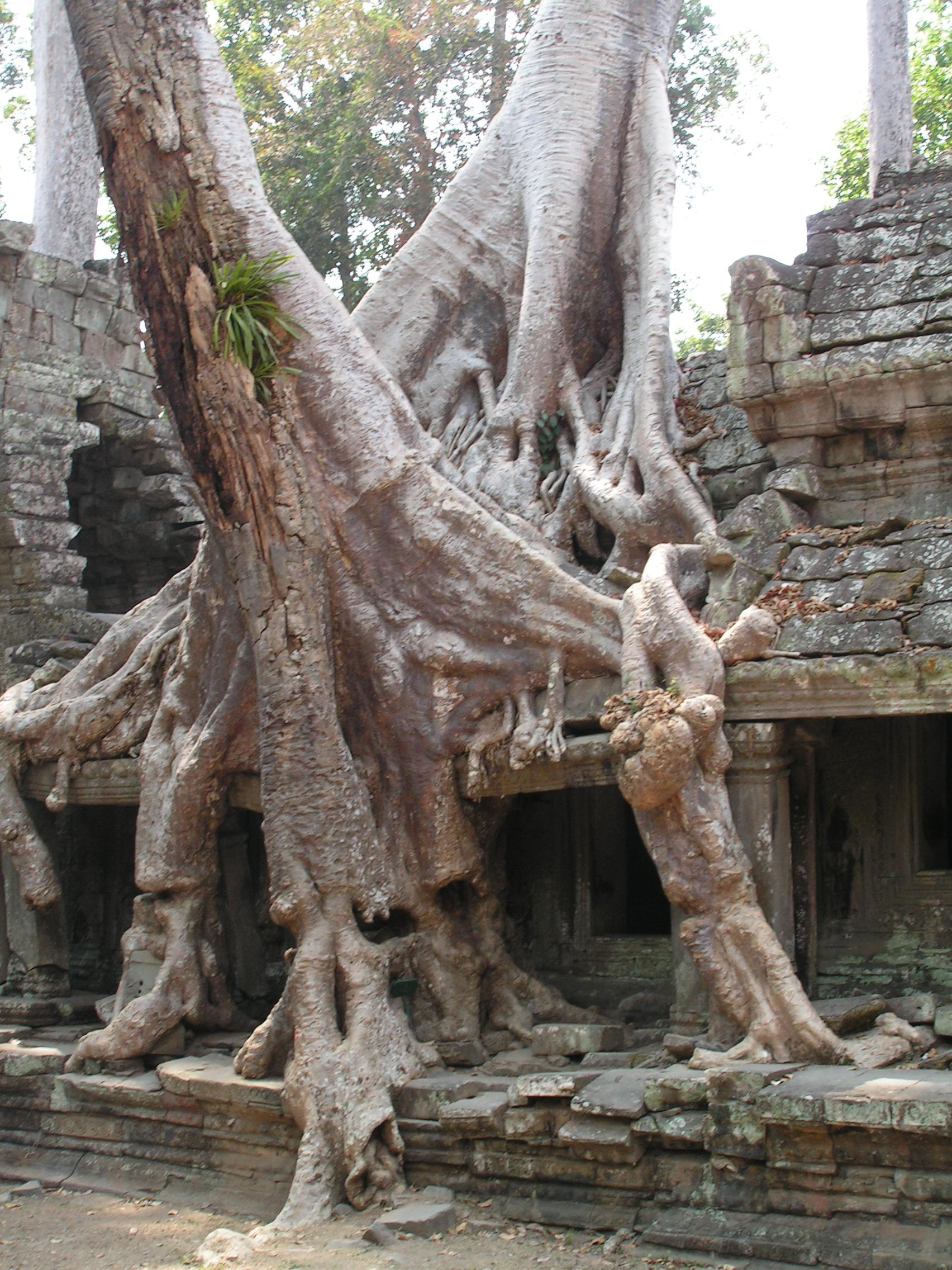
Деревья, вросшие в храм Преах Кхан, Ангкор

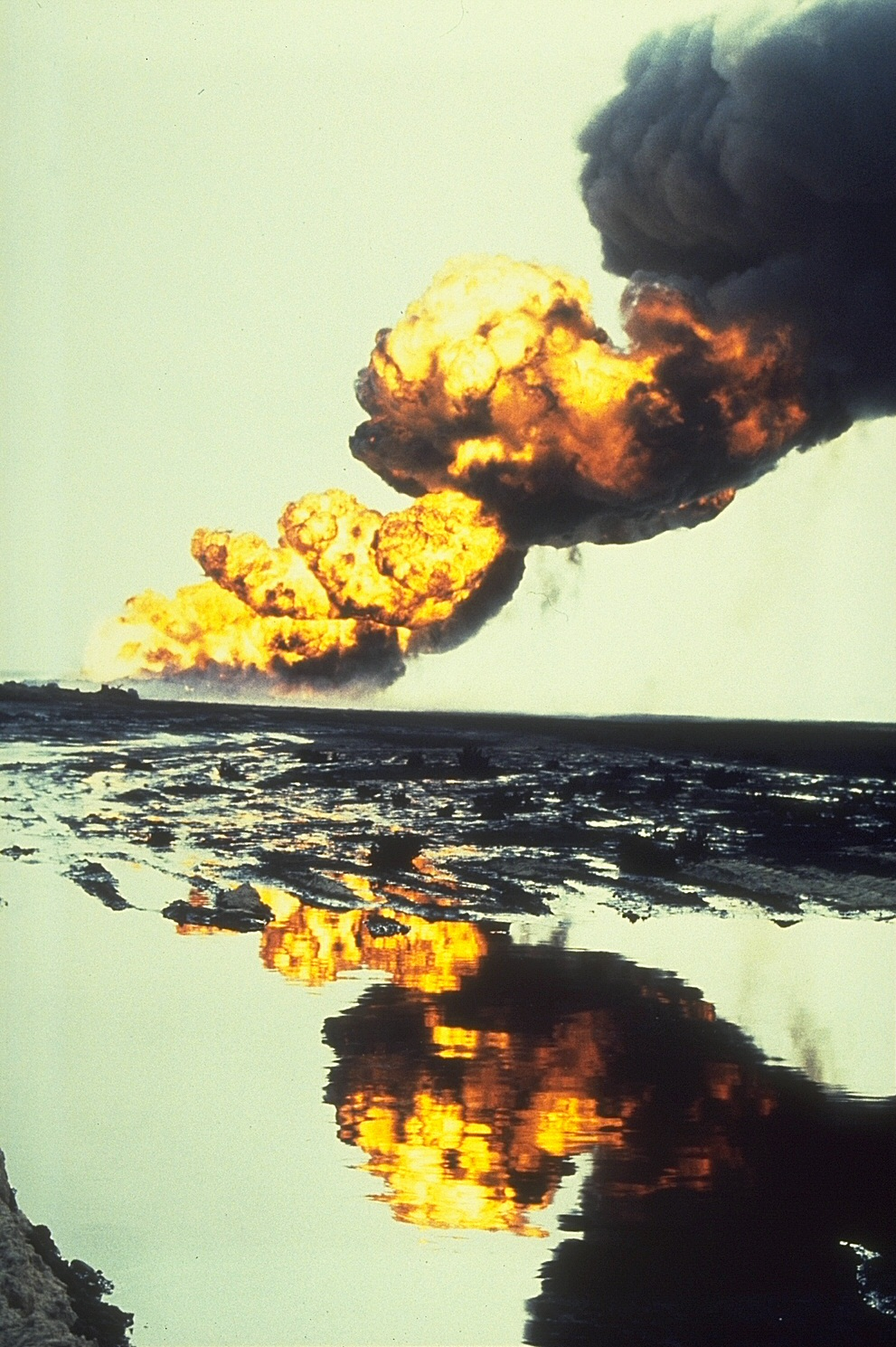
Большой Бурган: горящее нефтяное месторождение (1991)

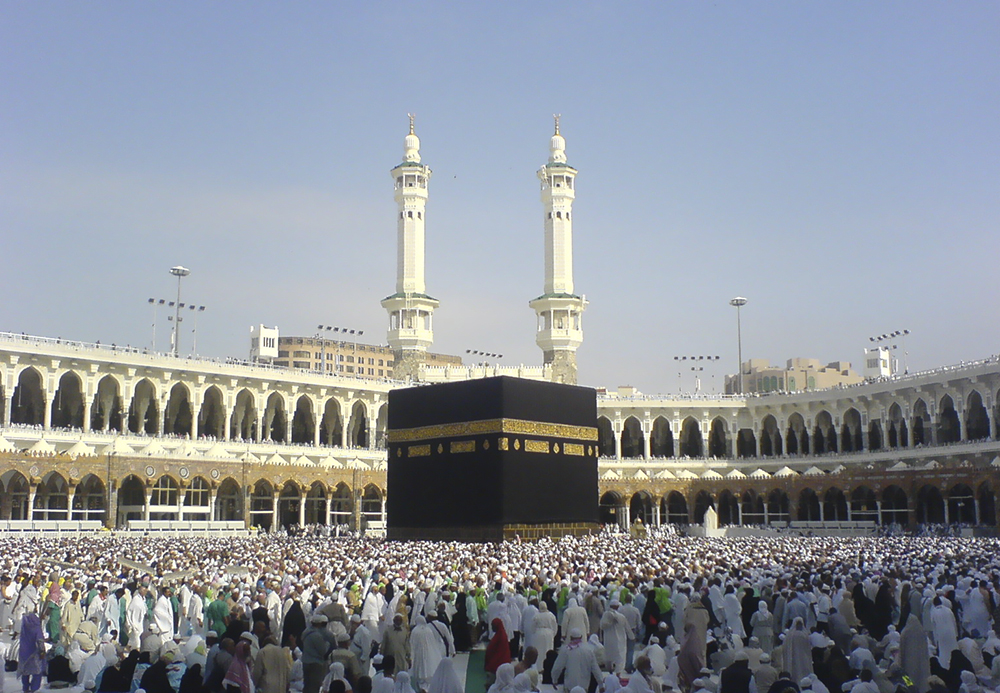
Кааба во дворе Запретной мечети

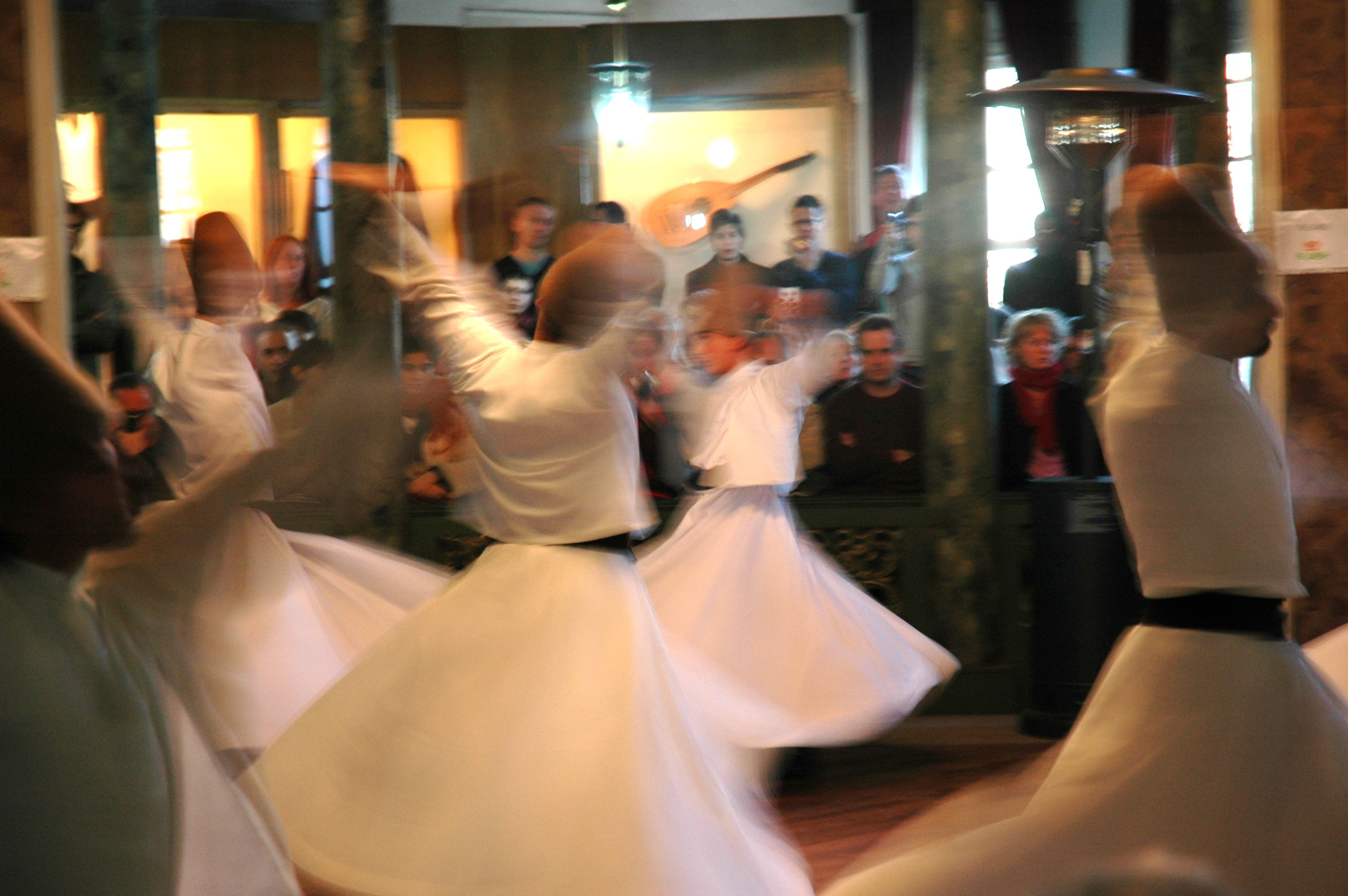
Крутящиеся дервиши в Обители Галата Мевлеви, Стамбул

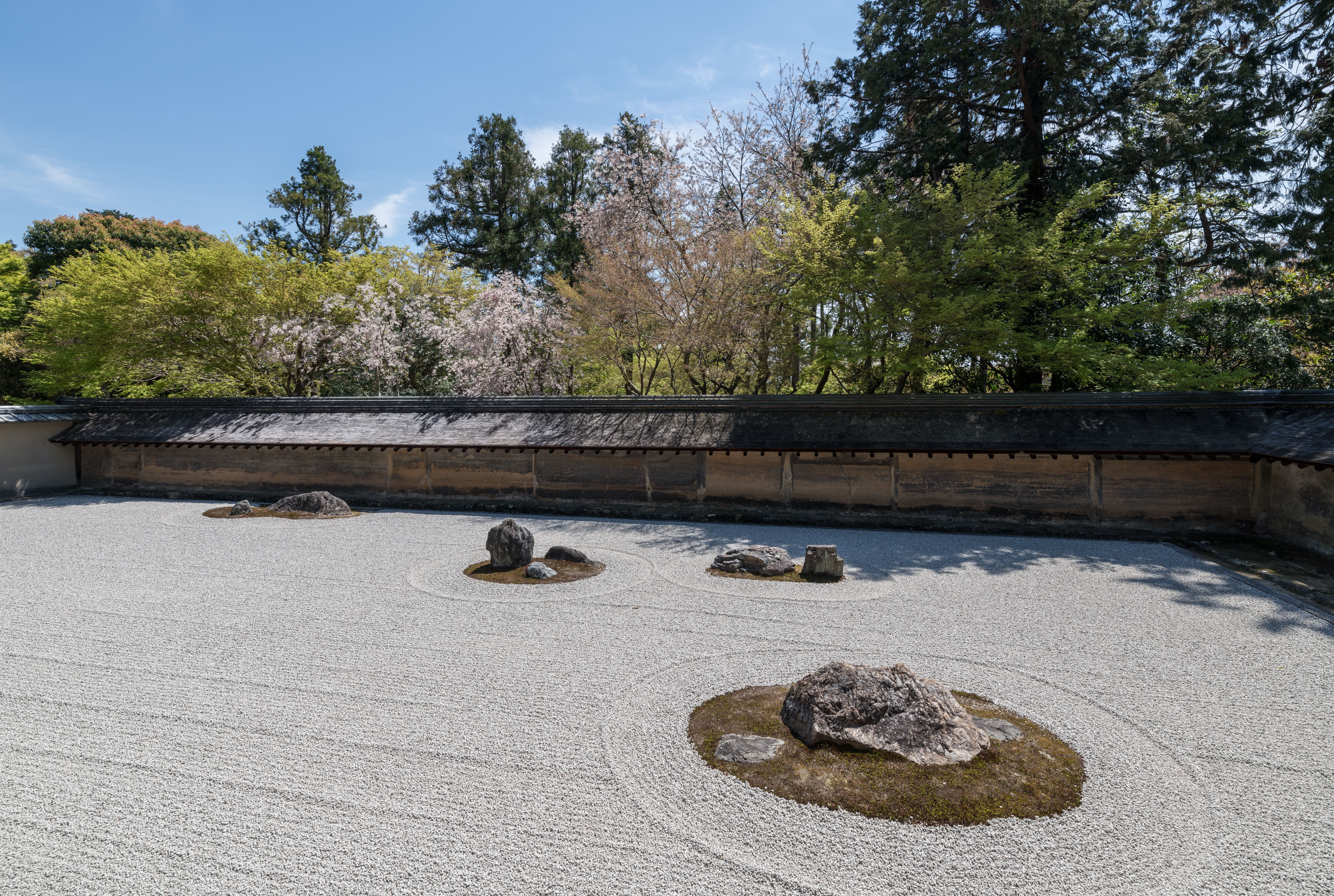
Сухой сад Рёан-дзи, Киото

Израиль
- Иерусалим
  - Стена плача
  - Храм Гроба Господня

Индия
- Калькутта
  - Индийский музей
- Варанаси
  - Гхаты на Ганге
- Канчипурам
  - Храм Варадхарайя[англ.]
  - Храм Кайласанатар[англ.]

Индонезия
- Бали
  - храмовый комплекс Гунунг Кави, Тампаксиринг
  - храм Пура Лухур, Улувату
  - Кедири, Табанан
- Ява
  - Боробудур
  - Долина вулкана Бромо
  - Мечеть Истикляль, Джакарта
  - Прамбанан
  - Сигаретная фабрика Gudang Garam, Кедири
  - Праздник Секатен во дворце Касунанан, Суракарта

Иран
- Шираз
  - Мавзолей Шах-Черах
- Исфахан
  - Мечеть Имама
- Персеполь

Камбоджа
- Ангкор
  - Ангкор-Ват
  - Ангкор-Тхом
  - Байон
  - Преах Кхан
  - Та Прохм
  - Врата Тонле Омм
- Пномпень
  - Туол Сленг
- Сием Реап
  - Поля смерти

Китай
- Пекин
  - Дом народных собраний
  - Площадь Тяньаньмэнь
- Гонконг
  - Коулун
- Сиань
  - Терракотовая армия Цинь Шихуанди
- Река Ли, Гуйлинь

Кувейт
- Большой Бурган
- Эль-Ахмади
- Эль-Джахра
  - Шоссе 80 (Шоссе смерти)

Непал
- Катманду
  - Боднатх
  - Пашупатинатх
  - Сваямбунатх
- Гималаи
  - Гора Джомолунгма
  - Гора Тхамсерку[англ.]
- Бхактапур
  - Площадь Дурбар[англ.]
  - Гхаты Хануманте

Саудовская Аравия
- Мекка

Таиланд
- Бангкок
  - Храм Ват-Арун
  - Храм Ват-Сутат
  - Район Патпонг[англ.]
  - Район Сои Ковбой
- Провинция Аюттхая
  - Фабрика корпорации NMB, Банг Па Ин[англ.]

 Турция
- Стамбул
  - Айя-София
  - Обитель Галата Мевлеви

Япония
- Киото
  - Храм Рёан-дзи
- Нагано
  - Горячие источники «обезьяньего парка» Дзигокудани
- Нара
  - Хокки-дзи, Икаруга
- Токио
  - Храм Дзодзё-дзи[англ.]
  - Храм Мэйдзи
  - Ниттаку
  - Станция Синдзюку, Токийское метро
  - Томоэ Сидзунэ и Хакутобо (труппа Буто)
  - Green Plaza, капсульный отель
  - Фабрика JVC, Йокосука

### Африка

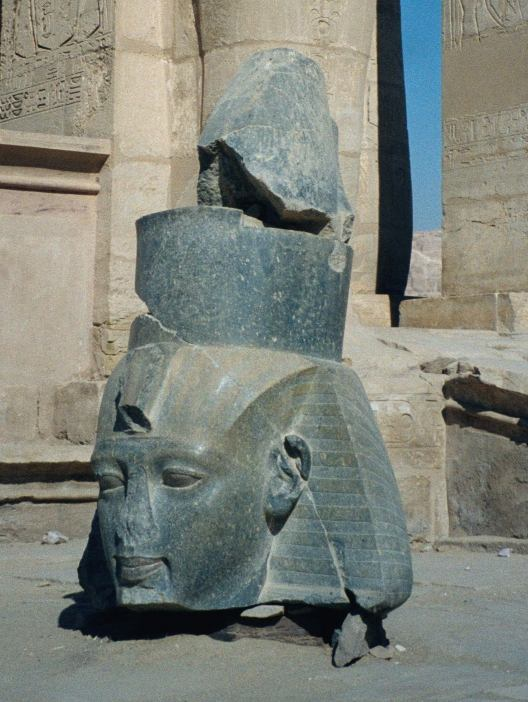
Часть статуи Рамзеса II, Рамессеум

Египет
- Каир
  - Город мёртвых
  - Пирамиды Гизы
- Луксор
  - Карнак
  - Луксорский храм
  - Рамессеум

 Кения
- Озеро Магади
- Масаи-Мара
  - Mara Kichwan Tembo Manyatta
  - Mara Rianta Manyatta

Танзания
- Озеро Натрон

### Европа

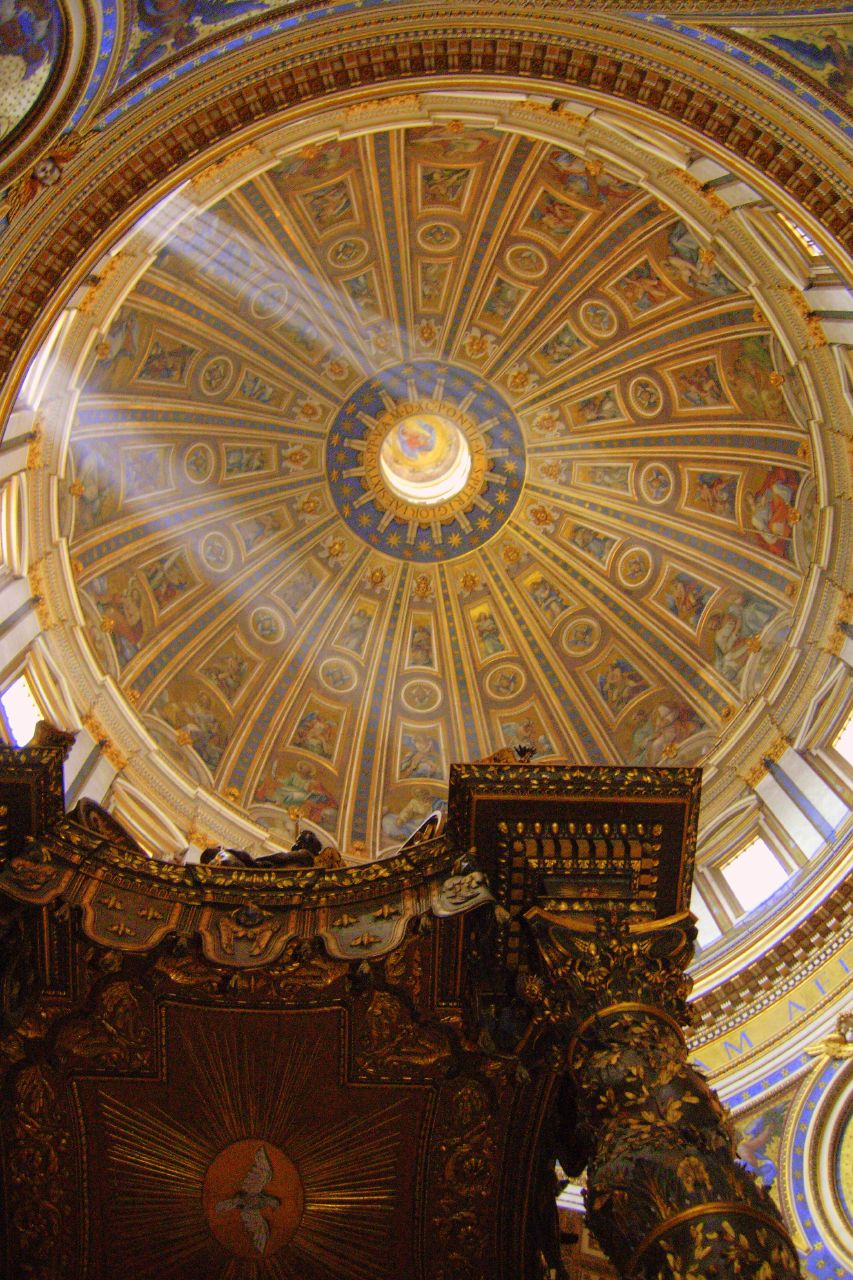
Купол Собора Святого Петра, Ватикан

Италия
- Собор Святого Петра, Ватикан

 Польша
- Бытом
- Освенцим

Франция
- Реймсский собор, Реймс
- Шартрский собор, Шартр

### Северная Америка
США
- Аризона

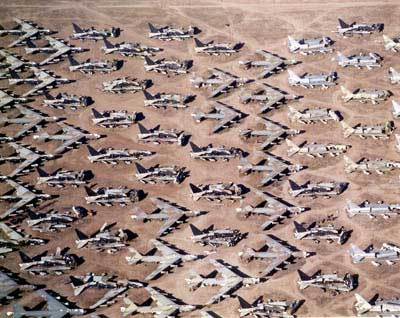
Уничтоженные B-52 на Авиабазе Девис-Монтен

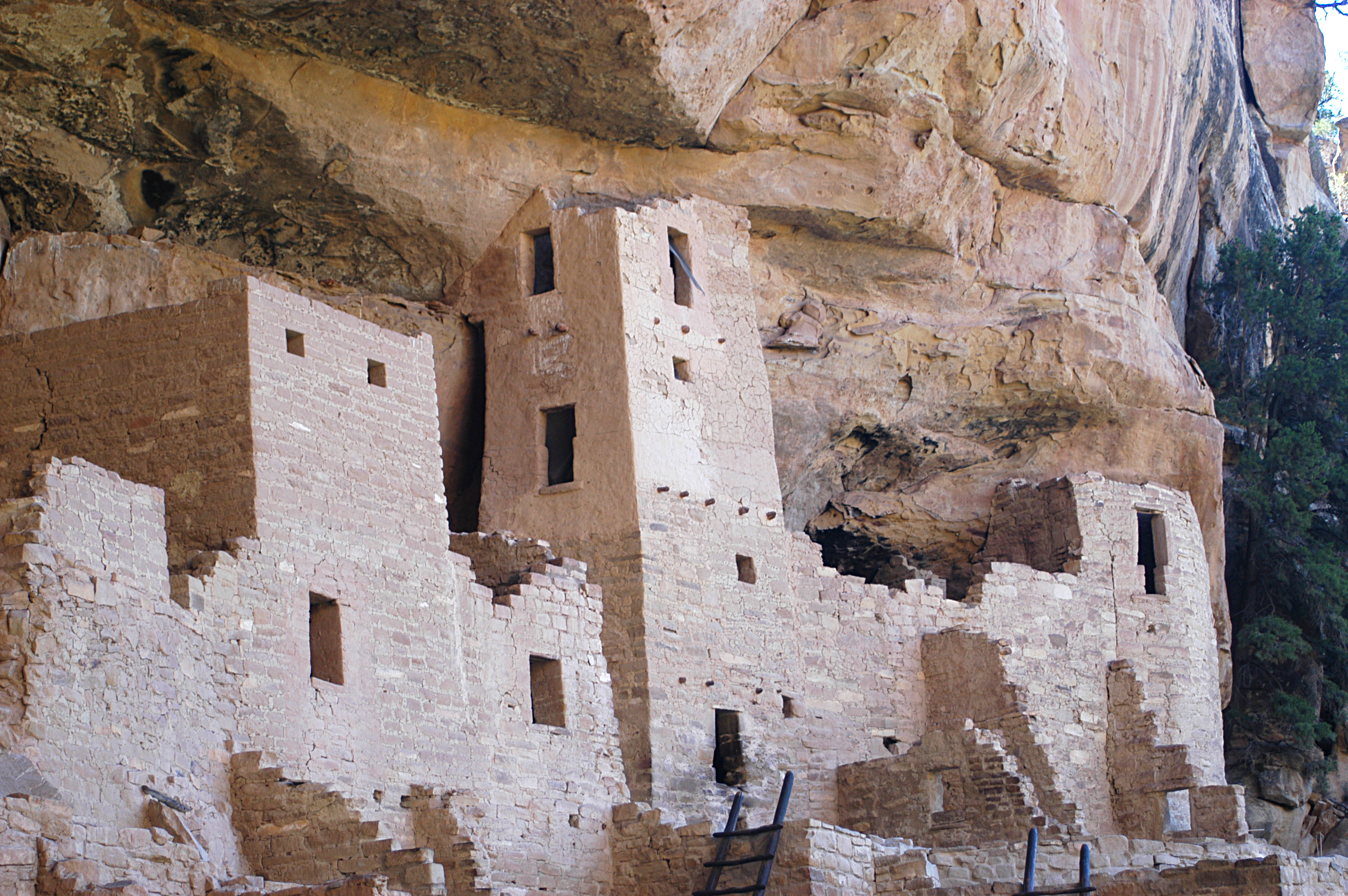
«Скальный дворец» анасази, Меса-Верде

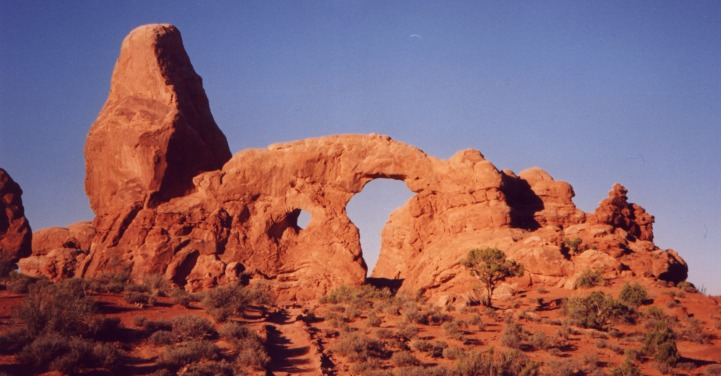
«Башенка» (Turret Arch), национальный парк Арчес

  - American Express Corporation, Финикс
  - Тусон
    - 309-я группа по обслуживанию и ремонту авиакосмической техники[англ.], Авиабаза Девис-Монтен
    - Национальная обсерватория Китт Пик

  - Угольная шахта Peabody Energy, Блэк-Меса
  - «Белый дом», Национальный монумент Каньон Де Шейи, Чинле
- Гавайи
  - остров Гавайи
    - Кона (Гавайи)[англ.]
    - Хавайи-Волкейнос, Пуу-Оо

  - Национальный парк Халеакала, остров Мауи
- Калифорния
  - Биг Сур
  - Лос-Анджелес
  - Окленд
- Национальный парк Меса-Верде, Колорадо
- Скала Шипрок[англ.], Нью-Мексико
- Нью-Йорк
  - Нью-Йорк
    - Всемирный торговый центр
    - Центральный вокзал
    - Эмпайр-стейт-билдинг
    - Хелмсли-Билдинг[англ.]

  - тюрьма Грин-хейвен[англ.]
- Юта
  - Национальный парк Арчес
  - Национальный парк Кэньонлендс

### Южная Америка

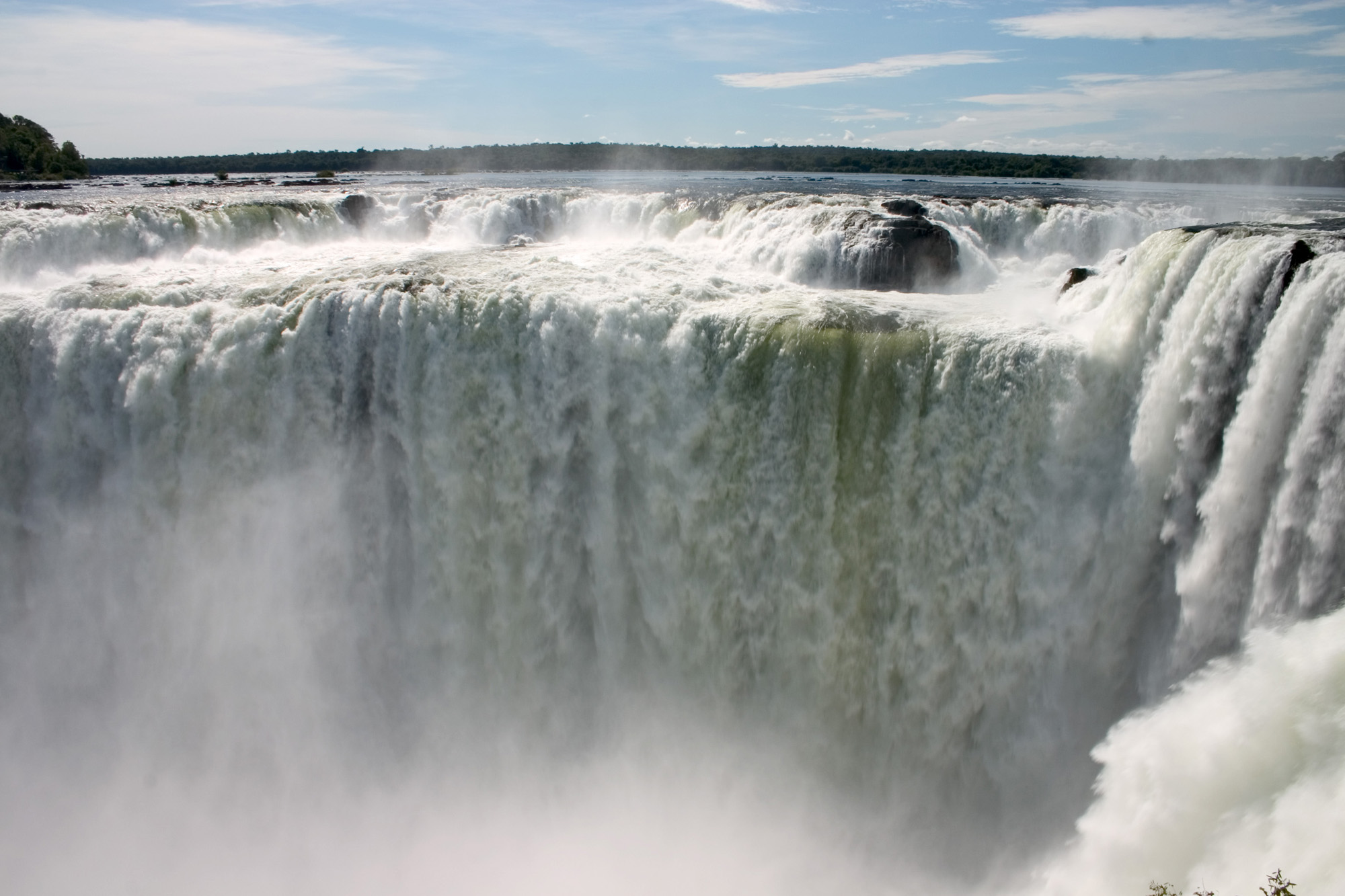
«Глотка дьявола», водопады Игуасу

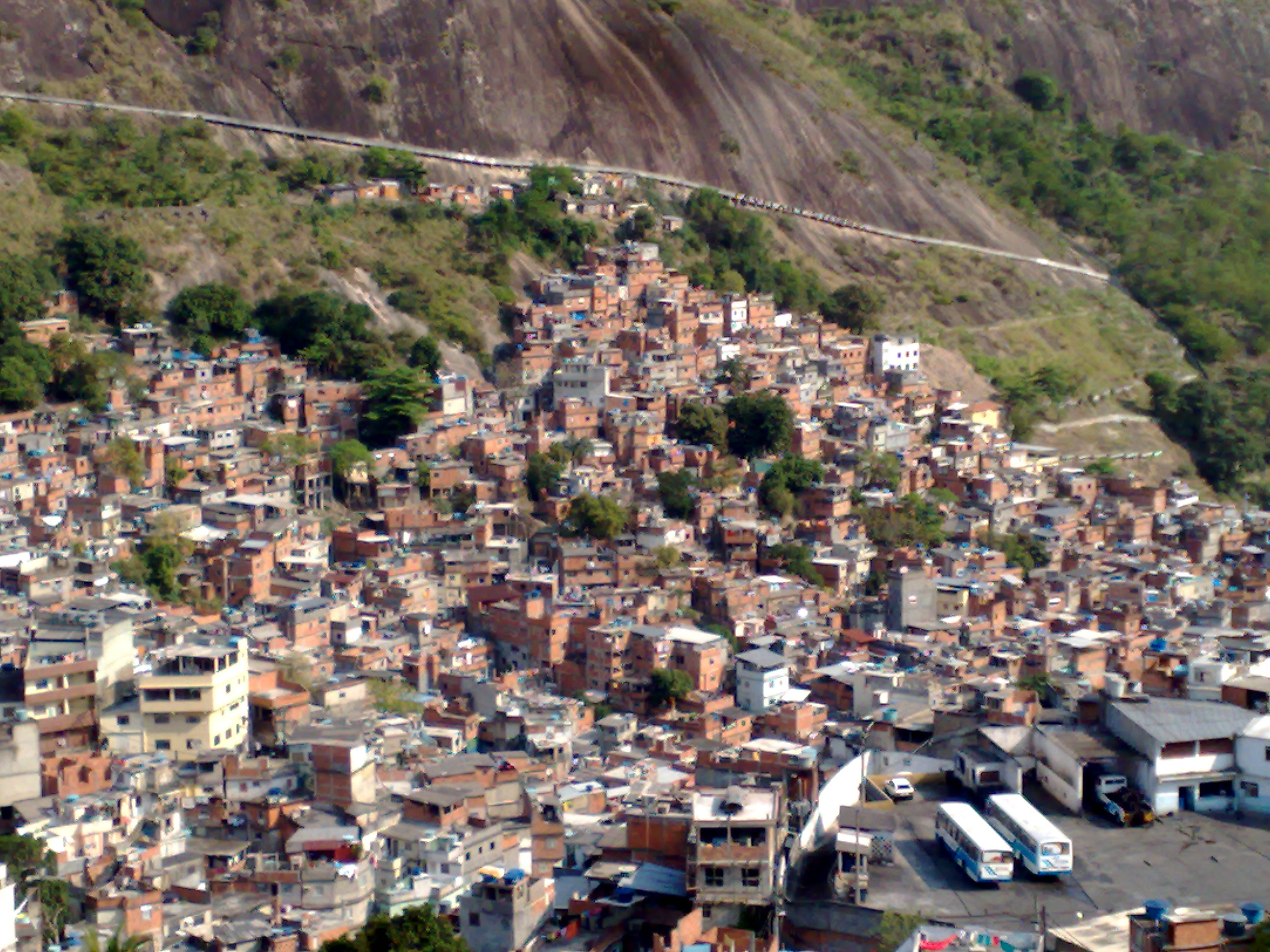
Фавела Росинья, Рио-де-Жанейро

Аргентина
- Водопады Игуасу, Мисионес

Бразилия
- Рио-де-Жанейро
  - Ипанема
  - Фавела Росинья
- Водопады Игуасу, Парана
- Сан-Паулу
- Рондония
  - Порту-Велью
  - плотина Самуэль
- Минас-Жерайс
  - Риу-Прету
- Пара
  - Деревня Кайяпо, Al Aukre
  - Каражас

Эквадор
- Галапагосские острова
- Гуаякиль
  - квартал Mapasingue
  - кладбище La Ciudad Blanca
  - General de Guayaquil